# Rue de Saïgon
La rue de Saïgon est une voie du 16e arrondissement de Paris, en France. 

## Situation et accès
La rue de Saïgon est une voie publique située dans le 16e arrondissement de Paris. Elle débute au 3, rue Rude et se termine au 4, rue d'Argentine. Longue d'une centaine de mètres, elle est située non loin de la place de l'Étoile, parallèle à l'avenue Foch et orientée grossièrement nord-ouest/sud-est.
La station de métro la plus proche est la station  Argentine, où circulent les trains de la ligne 1.

## Origine du nom
Elle porte le nom de Saïgon, ville de l'ex-Union française, autrefois capitale de la Cochinchine. 

## Historique
Initialement dénommée « rue de la Pelouse », cette ancienne voie de l'ancienne commune de Passy a été classée dans la voirie parisienne en vertu du décret du 23 mai 1863 avant de prendre sa dénomination actuelle par un décret du 10 août 1868 :
Décret du 10 août 1868
« Napoléon, etc., 

sur le rapport de notre ministre secrétaire d’État au département de l'Intérieur,
vu l'ordonnance du 10 juillet 1816 ;
vu les propositions de M. le préfet de la Seine ;
avons décrété et décrétons ce qui suit :
Article 12. — Les voies ci-après indiquées du 15e arrondissement prendront les dénominations suivantes :
rue Christine prendra le nom de rue Léonard-de-Vinci ;
rue Neuve-de-la-Pelouse prendra le nom de rue d'Obligado ;
rue de la Pelouse prendra le nom de rue de Saïgon ;
rue du Chemin-de-la-Croix prendra le nom de rue Eugène-Delacroix ;
avenue de l'Alma prendra le nom de rue Chanez ;
etc.
Article 17. — Notre ministre secrétaire d'État au département de l'Intérieur est chargé de l'exécution du présent décret.
Fait au palais de Fontainebleau, le 10 août 1868. »
Le 30 janvier 1918, durant la première Guerre mondiale, le no 5 rue de Saïgon est touché lors d'un raid effectué par des avions allemands.

## Bâtiments remarquables et lieux de mémoire

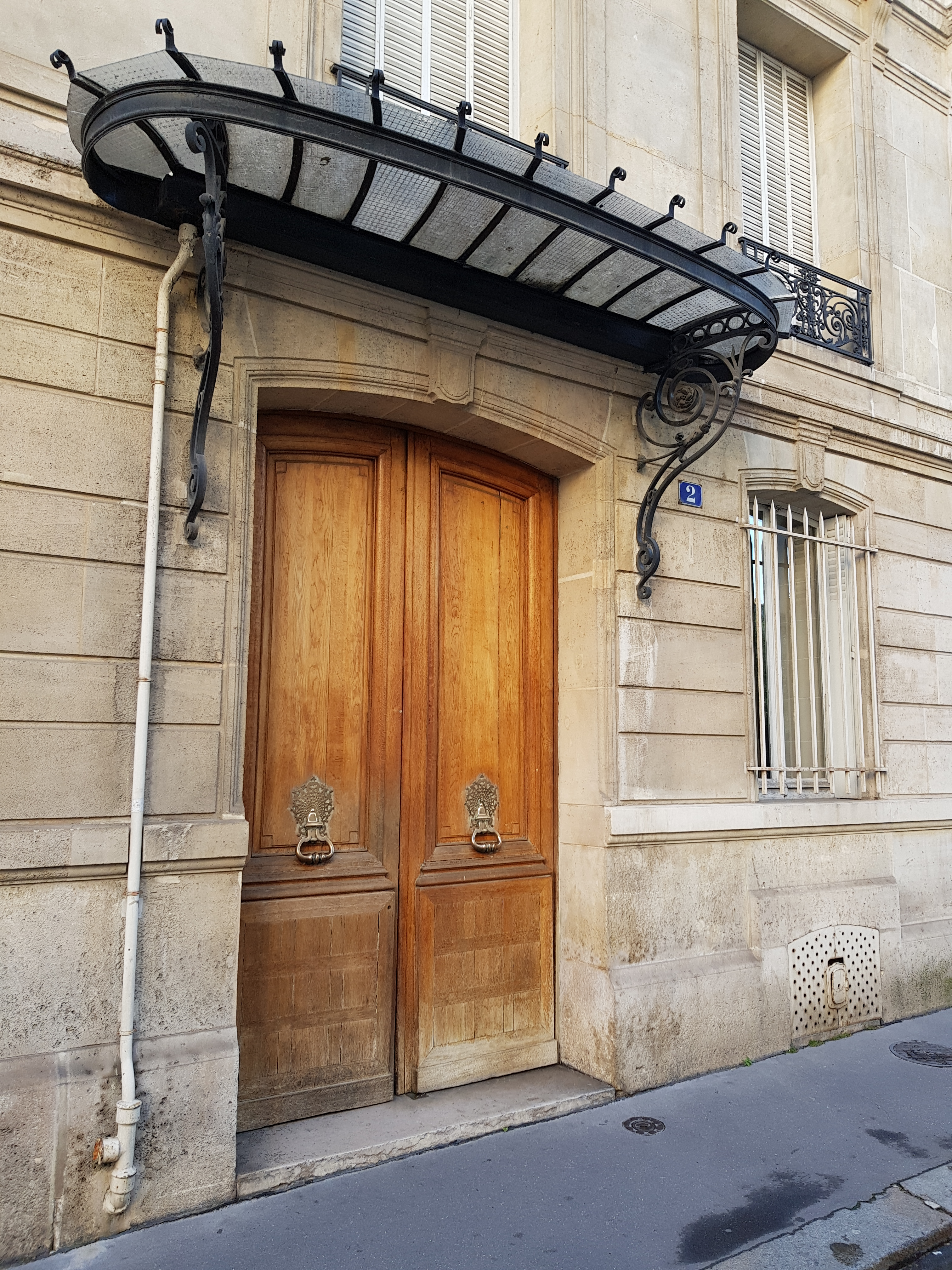
No 2.

Au no 8 de la rue se trouvait l'hôtel Ansonia qui abrita dans les années 1930 beaucoup d'artistes allemands et autrichiens ayant fui le régime nazi dont Max Colpet, Peter Lorre, Erich Maria Remarque (il racontera cet exil dans Arch of Triumph),  Franz Wachsmann (en) et Billy Wilder. Nabokov et sa famille y vécurent également après leur départ d'Allemagne.